# 상주증손향약
상주증손향약(尙州增損鄕約)은 대한민국 경상북도 상주시에 있는 조선시대의 향약이다. 1986년 12월 11일 경상북도의 유형문화재 제216호로 지정되었다.

## 개요
이 향약은 전래된 각종 향약의 집대성이며 상주 남부 지방의 특수성을 고려하여 현장성있는 향약으로 제정한 일명 남촌 사면 향약(南村四面鄕約)이라고도 부른다. 사면은 상주 남쪽 지방의 청남(靑南),청동(靑東),공서(功西),공동(功東)으로 현재의 청리,공성,외남 일부가 이에 속한다.
처음 이 향약은, 1634년 상주 목사 김상필(金商苾)이 월간(月澗) 이전(李)과 수암(修巖) 유진(柳袗)의 두 선생에게 약정을 맡아보게 하여 시행하였던 것이다. 책의 내용은, 책머리에 범례가 있어 여기에는 여씨 향약(呂氏鄕約) 범사조(凡四?)가 있고, 다음에는 퇴계 선생(退溪先生)의 약조(約條), 다음에는 월간 입규(月澗立規) 및 향입의(鄕立義)가 있다. 또, 포산 립지(苞山立址)와 퇴계 선생의 향립약조서 포산 규약식, 포산 규약발(苞山規約跋)이 있고 5행간을 비우고 신증 약조와하인 약조(下人約條)가 있다. 끝으로 이재성(李齋聖)이 임신년에 쓴 남촌 사면 향약지(南村四面鄕約枝)가 있는데 임신년은 1692년(숙종 18)으로 추정된다.
『증손향약』(增損鄕約)은 당시까지 전해 오던 한중(韓中)여러 향약을 집대성함과 동시에 상주 지방 특유의 제 사정을 감안하여 시행 가능케 중보하여 만들었다는 가치성이 있다. 향약의 궁극 목적은, 약정인끼리 상부상조하며 향풍을 규찰하여 민속을 순후케 하려는데 있다.

## 참고 자료
- 상주증손향약 - 국가유산청 국가유산포털